# Zorita del Maestrazgo
Zorita del Maestrazgo település Spanyolországban, Castellón tartományban. Zorita del Maestrazgo Morella, Palanques, Castellote, Las Parras de Castellote, Aguaviva, La Ginebrosa és Matarraña községekkel határos. Lakosainak száma 111 fő (2024).

## Népesség
A település népessége az elmúlt években az alábbi módon változott:
| Lakosok száma | 138  | 131  | 131  | 146  | 150  | 129  | 124  | 114  | 116  | 111  |
|               | 2001 | 2004 | 2006 | 2009 | 2011 | 2014 | 2016 | 2019 | 2021 | 2024 |